# Uğur Şahin
Uğur Şahin (Alessandretta, 19 settembre 1965) è un medico e immunologo tedesco di origine turca. Professore di oncologia all'Università di Magonza, il dottor Sahin è anche amministratore delegato e co-fondatore, assieme alla moglie, Özlem Türeci, dell'azienda farmaceutica BioNTech. Lui e la moglie sono tra le cento persone più ricche in Germania con un patrimonio stimato da Forbes nel 2020 di 5,2 miliardi di dollari.

## Biografia

### Infanzia ed educazione
Nato ad Alessandretta, in Turchia, a quattro anni Şahin emigrò con la sua famiglia a Colonia, in Germania, dove suo padre aveva trovato lavoro in una fabbrica della Ford. Qui, il giovane intraprese gli studi di medicina all'Università di Colonia, laureandosi nel 1990 e ottenendo un dottorato dalla stessa università due anni più tardi con una tesi sull'immunoterapia per le cellule tumorali.

### Attività professionale

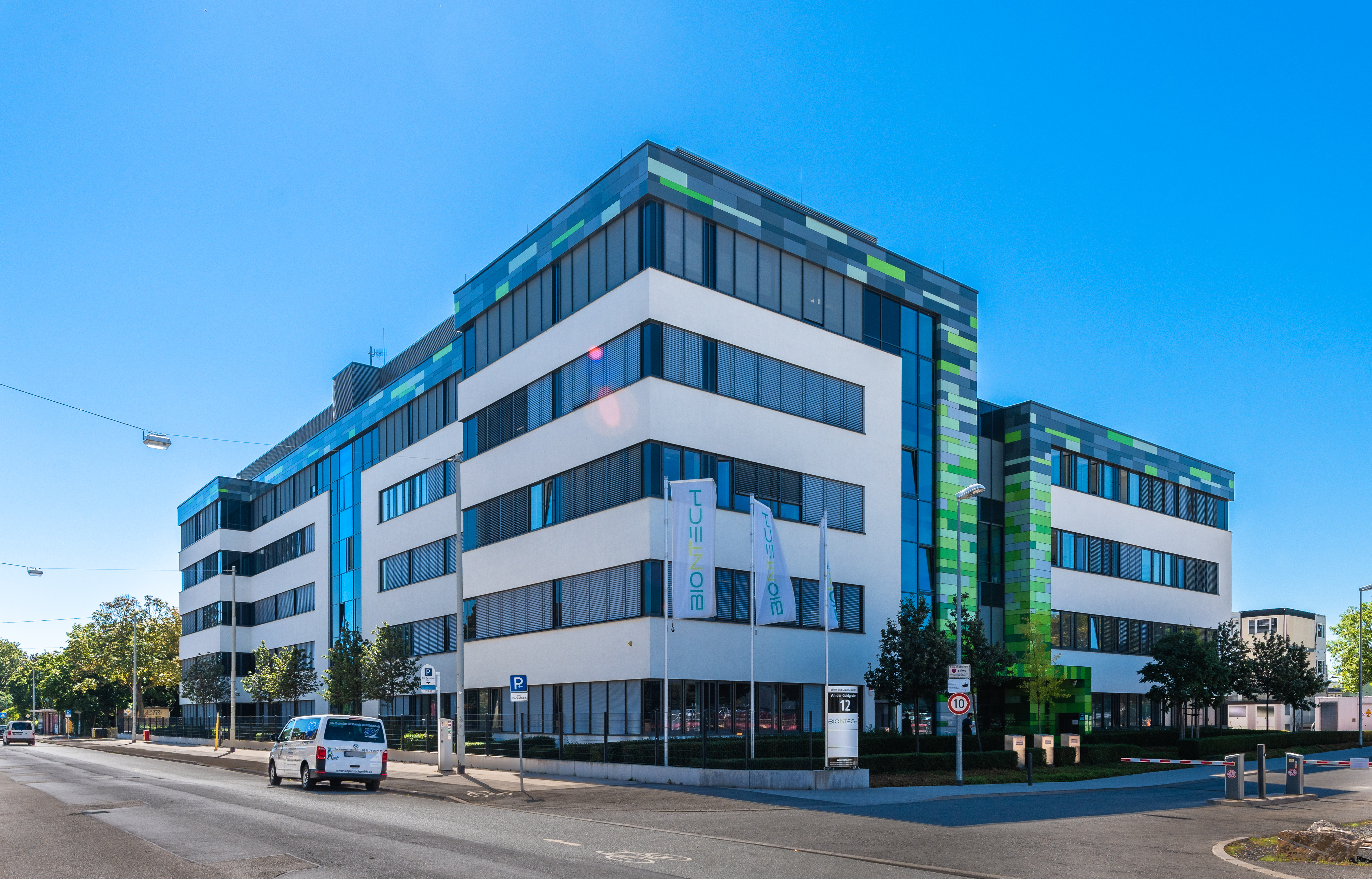
La sede della BioNTech a Magonza

Dopo aver svolto l'internato di medicina presso il reparto di medicina interna, ematologia e oncologia dell'ospedale universitario di Colonia, Sahin decise di seguire il suo ex supervisore durante gli anni del dottorato, il dottor Michael Pfreundschuh, all'ospedale dell'Università della Saarland, a Homburg, dove lavorò, tra le altre cose, sul metodo Serex, un metodo che si basa sull'identificazione di antigeni tumorali in modo specifico dagli anticorpi del siero dei pazienti eziologici, e dove rimase per sette anni ottenendo, nel 1999, l'abilitazione in medicina molecolare e in immunologia. Nel 2000 e nel 2001 ha prestato servizio presso l'Ospedale universitario di Zurigo, dove ha lavorato con Rolf Zinkernagel e Hans Hengartner, entrambi i quali sarebbero poi diventati membri del comitato consultivo scientifico di BioNTech. Nel 2001, poi, si è unito allo staff dell'ospedale dell'Università Johannes Gutenberg di Magonza, divenendo professore associato di oncologia sperimentale nella stessa università nel 2006.
Nel corso della sua carriera, in aggiunta al suo ruolo di professore e al suo lavoro come medico presso l'ospedale dell'università di Magonza, Şahin ha fondato diverse aziende ed è stato coinvolto nella gestione di altre aziende private. Nel 2001, assieme alla moglie, Şahin ha fondato la Ganymed Pharmaceuticals, un'azienda volta a sviluppare immunoterapie contro il cancro che ha prodotto l'anticorpo monoclonale zolbetuximab (dopo il successo degli studi di fase II, il farmaco entrerà in fase III a partire dal 2020), utile nelle terapie contro il cancro esofageo, gastrico e pancreatico, e che nel 2016 è stata acquistata dalla Astellas Pharma per 1,3 miliardi di euro, con la più grande operazione in ambito farmaceutico della storia tedesca. A partire dal 2010 Uğur Şahin è stato il direttore dell'istituto TRON (Translational Oncology alla University Medicine of JGU Mainz GmbH), dedicato alla medicina personalizzata e all'immunoterapia del cancro, e proprio per il suo lavoro in questo settore il dottor Şahin ha ricevuto il German Cancer Prize nel 2019.
Sempre nel 2019, Sahin ha ottenuto il Premio Mustafa, un premio bienniale conferito dalla repubblica dell'Iran ai musulmani che si sono particolarmente distinti nell'ambito della scienza e della tecnologia.

### BioNTech e il vaccino anti COVID-19
Nel 2008 Şahin è stato uno dei fondatori della società biotecnologica BioNTech, con sede a Magonza, di cui da allora è amministratore delegato e di cui detiene il 18% delle quote societarie. A partire dal gennaio del 2020, BioNTech si è impegnata nella ricerca di un vaccino contro la malattia polmonare COVID-19, sotto la direzione dello stesso Şahin e di sua moglie Özlem Türeci, che è anche membro del consiglio di amministrazione dell'azienda. Dopo che, nel marzo 2020, l'allora presidente degli Stati Uniti Donald Trump aveva rivendicato un potenziale vaccino esclusivamente per gli Stati Uniti, Şahin aveva affermato che una chiave nella lotta contro COVID-19 era la cooperazione internazionale e che "non si discute se un vaccino sia solo per la Cina, Germania o America". Il 9 novembre 2020, la BioNTech e la statunitense Pfizer, società con cui, a partire dall'agosto 2018 la BioNTech aveva intrapreso un programma di ricerca e sviluppo volto allo sviluppo di vaccini anti-influenzali a RNA, hanno annunciato che il vaccino per il COVID-19 prodotto da BioNTech e chiamato BNT2b2 aveva mostrato un'efficacia del 90% nella fase 3 della sperimentazione, facendo salire il dottor Şahin e la moglie agli onori delle cronache.

## Vita privata
Durante il suo lavoro presso l'ospedale dell'Università della Saarland, Şahin ha incontrato la sua futura moglie Özlem Türeci, quando quest'ultima stava lì frequentando il suo ultimo anno di studi in medicina. La coppia si è sposata nel 2002 e ha avuto una figlia nel 2006.